# 金巴利道
金巴利道（英語：Kimberley Road）是香港九龍西尖沙咀的一條道路，西接彌敦道近美麗華酒店、美麗華廣場，東北接柯士甸路（不是柯士甸道），中段與天文台道交架 。在香檳大廈的交界處連接加拿分道的北端終點。

## 歷史
金巴利道於1894年前建成。港英政府為紀念英國殖民地大臣金巴利伯爵對香港衛生等政策提供過很多意見，便將該段道路命名為金巴利道。

## 鄰近
- 美麗華廣場
- 美麗華大廈
- 嘉諾撒聖瑪利書院
- The Mira Hong Kong
- 君怡酒店
- 九龍皇悅酒店
- 香檳大廈